# Hubert Jedin
Hubert Jedin (Grossbriesen, Silèsia, 7 de juny de 1900 - Bonn, 16 de juliol de 1980) va ser un historiador, sacerdot i escriptor alemany que va dedicar la major part dels seus estudis a la recerca sobre la història de l'Església catòlica, especialment manera sobre els concilis ecuménicos, particularment el Concili de Trento. La seva obra més famosa és el Manual d'història de l'Església en deu volums, de 1975, de la qual va ser coautor i coordinador, valent-se de la col·laboració d'alguns importants historiadors de la seva època.

## Biografia

### Origen i formació
Hubert Jedin va néixer en la petita població de Grossbriesen, a la regió de Silesia, territori avui polonès que per a l'època pertanyia a l'Imperi Alemany, en el si d'una família catòlica. Els seus pares van ser Juan Jedin i Emma Ziegler.
Des de 1918 va iniciar els seus estudis en teologia passant per les universitats de Múnic, Friburg i Breslau. En aquesta última va ser ordenat sacerdot en 1924. En 1925 es va doctorar com a historiador de l'església amb la tesi sobre Johannes Cochlaeus.
Va estudiar en els Arxius Vaticans entre 1926 i 1930, on va escriure la biografia de Girolamo Seripando. Durant la seva estada a Roma va exercir com a capellà del Camp Sant Teutónic.

### Treballs i vicissituds
Hubert Jedin va ser professor d'història eclesiàstica en la Facultat de Teologia catòlica de la Universitat de Breslau cap a 1933. Però va haver de deixar la càtedra quan Hitler va assumir el poder a Alemanya, ja que per ser descendent jueu va haver de fugir a Roma. A la ciutat Eterna, es va dedicar, patrocinat pel cardenal Giovanni Mercati, al treball sobre la història i a l'edició de les Actes del Concili de Trento. La Wehrmacht va ocupar la ciutat entre 1943 i 1944, per la qual cosa va haver de refugiar-se al Vaticà sense poder sortir d'allí.
En 1946 va ser nomenat professor honorari d'Història de l'Església en la Facultat Teològica Catòlica a Bonn, i en 1949, va tornar a Alemanya en ser nomenat com a professor de planta fixa en aquesta universitat, es va exercir en aquest treball durant setze anys.
Durant el Concili Vaticà II (1962-1965), Jedin va prendre part entre els perits, és a dir, aquells experts que eren consultats com a teòlegs abans de l'obertura d'una comissió preparatòria.
En 1973, per iniciativa de l'Instituto Trentino di Cultura Hubert Jedin, al costat de Paolo Prodi, fundà l'Institut Històric Italià Alemany (ISIG).

## Pensament

### La història de l'Església
La visió de la Història de l'Església de Jedin, es pot apreciar llegint la introducció del Manual d'Història de l'Església, on l'autor defineix la mateixa com una disciplina eclesiàstica, que encara que té un objecte i un mètode, que li donen el seu caràcter científic, no pot prescindir de ser per fi de comptes una «història de la salvació».

### Reforma catòlica
Jedin és considerat com l'historiador de l'Església catòlica que més ha treballat per l'acceptació del concepte de «Reforma catòlica» en comptes del concepte comú de «Contrareforma», consagrant la major part dels seus estudis a definir-ho i a il·lustrar el Concili de Trento, com una obra pròpia de reforma de l'Església i no de resposta contra la Reforma protestant. Segons Jedin la «Contrareforma», com a resposta a la reforma protestant, és un aspecte d'un moviment molt més gran i iniciat ja molt abans que Martín Luter, que enfonsa les seves arrels en el evangelismo catòlic i una sèrie de moviments de reforma, dins de l'Església catòlica, i que els historiadors moderns i contemporanis prefereixen cridar com a «Reforma catòlica».

## Obres
Entre les obres de Hubert Jedin s'expliquen més de set-cents títols, que inclouen uns quaranta llibres i 250 articles en revistes. Els títols més destacats són:
- Breu història dels concilis
- Història del Concili de Trento
- Introducció a la història de l'Església
- Reforma catòlica o contrareforma?
- Jedin, Hubert. Krisis und Abschluss des Trienter Konzils, 1562/63 : ein Rückblick nach vier Jahrhunderten (en alemany).  Freiburg im Breisgau: Herder, 1964 (Herder Bücherei ; 177).

Apart de la co-edició i coordinació del Manual d'Història de l'Església.